# Peter Altenberg

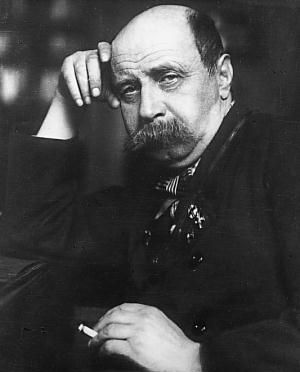
Peter Altenberg 1907

Peter Altenberg (* 9. März 1859 in Wien; † 8. Jänner 1919 ebenda; eigentlich Richard Engländer) war ein österreichischer Schriftsteller, der besonders für seine impressionistischen Prosaskizzen bekannt wurde.

## Leben
Richard Engländer war Sohn von Moritz Engländer, einem jüdischen Kaufmann, und seiner Gattin Pauline, geb. Schweinburg. Sein Pseudonym wählte er nach der 13-jährigen Bertha Lecher, die Engländer in Altenberg an der Donau kennenlernte und die von ihren Brüdern „Peter“ gerufen wurde.
Er studierte erst Jus, dann Medizin, brach die Studien aber ab und nahm eine Buchhändlerlehre bei der Hofbuchhandlung Julius Weise in Stuttgart auf. Diese brach er ebenso ab wie einen erneuten Versuch des Jus-Studiums. 1895 verfasste er erste literarische Arbeiten, durch den Kontakt mit Karl Kraus kam es ab 1896 zu Veröffentlichungen (Skizzenband Wie ich es sehe). Im März bzw. April 1900 trat er „aus der israelitischen Religionsgemeinschaft“ aus, blieb dann zehn Jahre konfessionslos und ließ sich schließlich im Jahr 1910 in der Karlskirche taufen. Sein Taufpate war der Architekt Adolf Loos. Altenberg, der nach einer kurzen Zeit in München wieder nach Wien zurückgekehrt war, war dort schon zu Lebzeiten eine stadtbekannte Figur, um die sich Legenden rankten. 1904 riet er Marie Langs achtzehnjährigem Sohn Heinz, der sich an ihn gewandt hatte, weil seine Geliebte Lina Loos ihre gemeinsame Affäre beendet hatte, er solle sich umbringen, was dieser dann tat. Arthur Schnitzler verarbeitete den Vorfall in dem unvollendet gebliebenen „P.A.-Stück“ Das Wort.
Nach einigen fehlgeschlagenen Versuchen, ein normales Berufsleben zu beginnen, attestierte ihm ein Arzt wegen einer „Überempfindlichkeit des Nervensystems“ die Unfähigkeit, einen Beruf auszuüben. Seither führte er das Leben eines Bohemiens und verbrachte die meiste Zeit in Kaffeehäusern.
Trotz Erfolges blieb Altenberg von Spenden abhängig, zu denen seine Freunde – darunter Karl Kraus und Adolf Loos – aufriefen. Seine letzten sechs Lebensjahre wohnte er in einem Zimmer im Graben-Hotel in der Dorotheergasse im Stadtzentrum. Nachdem er in den letzten zehn Lebensjahren häufig in Alkoholentzugs- und Nervenheilanstalten gewesen war, starb er am 8. Jänner 1919 in der III. Medizinischen Klinik (siehe: Franz Chvostek junior) des Wiener Allgemeinen Krankenhauses. Er wurde am 11. Jänner 1919 auf dem Wiener Zentralfriedhof in einem später von der Stadtverwaltung ehrenhalber gewidmeten Grab bestattet (Gruppe 0, Reihe 1, Nummer 84). Karl Kraus schloss seine Grabrede mit den Worten: „Wehe der Nachkommenschaft, die Dich verkennt!“

## Werk

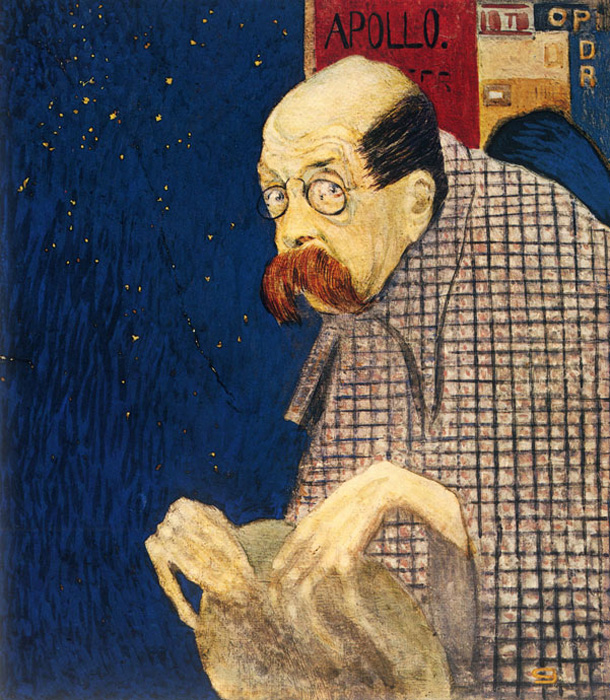
Porträtiert von Gustav Jagerspacher 1909

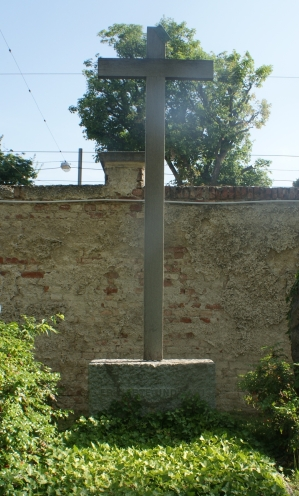
Grabstätte von Peter Altenberg

Das Werk Peter Altenbergs besteht ausschließlich aus kurzen Prosatexten, die meistens als Prosaskizzen oder Prosagedichte kategorisiert werden. Es handelt sich dabei um Momentaufnahmen eines Gelegenheitskünstlers – flüchtigen Eindrücken und Begegnungen sowie zufällig mitgehörten Gesprächen, die das gesellschaftliche Leben der Wiener Moderne als sogenannte Kaffeehausliteratur skizzieren.
Altenberg selbst beschrieb den Prozess der Entstehung dieser Texte in einem Brief an Arthur Schnitzler folgendermaßen:
„Wie schreibe ich denn?!
Ganz frei, ganz ohne Bedenken. Nie weiß ich mein Thema vorher, nie denke ich nach. Ich nehme Papier und schreibe. Sogar den Titel schreibe ich so hin und hoffe, es wird sich schon etwas machen, was mit dem Titel in Zusammenhang steht.
Man muß sich auf sich verlassen, sich nicht Gewalt anthun, sich entsetzlich frei ausleben lassen, hinfliegen –. Was dabei herauskommt, ist sicher das was wirklich u. tief in mir war. Kommt nichts heraus, so war eben nichts wirklich und tief darin und das macht dann auch nichts.“
Die Kunst Peter Altenbergs besteht darin, mit wenigen „literarischen Pinselstrichen“ und teilweise „zwischen den Zeilen“ ein ganzes Netz von Beziehungen anzudeuten. Dabei versucht er nicht, das Leben auf einen Nenner zu bringen, sondern zeigt es in seiner oft widersprüchlichen Vielfalt. Eine wichtige Rolle in den Skizzen spielen sinnliche Eindrücke wie Farben und Gerüche. Altenberg gilt als einer der wichtigsten Vertreter des Impressionismus.
Manche der kurzen Texte sind für die Bühne geeignet. Die nur zwei Buchseiten umfassende Szene „Masken“ für neun Sprecherinnen und deren Chor widmete Altenberg dem Architekten Josef Hoffmann; sie wurde 1907 im Kabarett Fledermaus aufgeführt, die Entwürfe für Bühnenbild und Kostüme stammten von Carl Otto Czeschka. Der mit Altenberg befreundete Schriftsteller Egon Friedell, der sich auch als Kabarettist und Conférencier betätigte, trug immer wieder auch Texte von Altenberg vor. Teile aus Friedells Gesprächen mit Altenberg erschienen später als Anekdoten, wobei Friedell die alleinige Autorenschaft beanspruchte. Friedell gab auch Das Altenbergbuch mit Texten von Altenberg, Hugo von Hofmannsthal, Alfred Polgar u. a. sowie Korrespondenzen von, an und über Altenberg heraus.
Einige von Altenbergs Texten wurden von Alban Berg und Hanns Eisler vertont.
Das Literaturarchiv der Österreichischen Nationalbibliothek erwarb 2024 einen bedeutenden Teilnachlass von Peter Altenberg.

## Wirkung

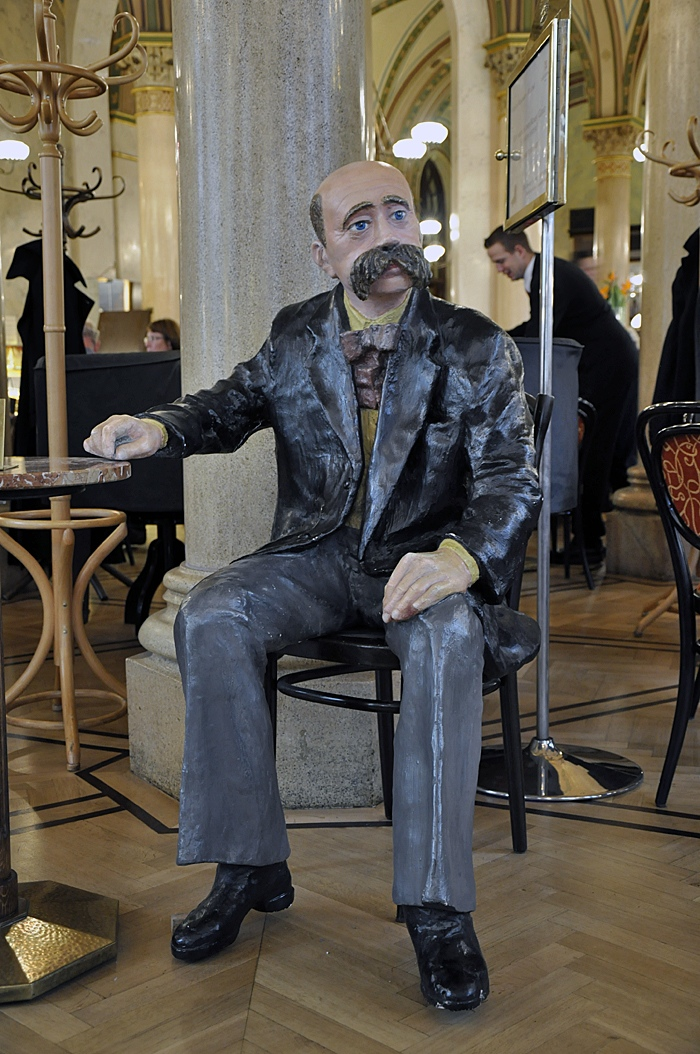
Figur Peter Altenbergs im Café Central, Wien

Im Jahr 1929 wurde in Wien in Döbling (19. Gemeindebezirk) die Peter-Altenberg-Gasse nach ihm benannt.
Im Wiener Café Central wurde er als lebensgroße, an einem Kaffeehaustisch sitzende Figur aufgestellt. (Die Figur wurde einst für die Wiener Festwochen angefertigt.) Im Büro des Wiener Bürgermeisters befindet sich eine ähnliche Figur: Peter Altenberg liest Zeitung.

## Werke
- Peter Altenberg: Wie ich es sehe. S. Fischer, Berlin 1896.
- Peter Altenberg, Burkhard Spinnen: Wie ich es sehe. Manesse, Zürich 2007, ISBN 978-3-7175-2128-0.
- Ashantee. S. Fischer, Berlin 1897; Loecker, Wien 2008, ISBN 978-3-85409-460-9
- Was der Tag mir zuträgt. Fünfundfünfzig neue Studien. S. Fischer, Berlin 1901 (und 6. Auflage 1917)
- Prodromos. S. Fischer, Berlin 1906
- Märchen des Lebens. S. Fischer, Berlin 1908; veränd. A. ebd. 1919
- Die Auswahl aus meinen Büchern. S. Fischer, Berlin 1908
- Bilderbögen des kleinen Lebens. Erich Reiss, Berlin 1909
- Neues Altes. S. Fischer, Berlin 1911 (Digitalisat der UB Bielefeld)
- Semmering 1912. S. Fischer, Berlin 1913; verm. A. ebd. 1919
- Fechsung. S. Fischer, Berlin 1915
- Nachfechsung. S. Fischer, Berlin 1916 (Digitalisat bei archive.org)
- Vita ipsa. S. Fischer, Berlin 1918
- Mein Lebensabend. S. Fischer, Berlin 1919 (Digitalisat der UB Bielefeld)
- Der Nachlass von Peter Altenberg, zusammengestellt von Alfred Polgar. S. Fischer, Berlin 1925.
- Peter Altenberg. Auswahl von Karl Kraus, herausgegeben von Sigismund von Radecki. Atlantis, Zürich 1963
- Das Buch der Bücher von Peter Altenberg, zusammengestellt von Karl Kraus. 3 Bände. Wallstein, Göttingen 2009, ISBN 978-3-8353-0409-3
- Die Selbsterfindung eines Dichters. Briefe und Dokumente 1892–1896. Hrsg. und mit einem Nachwort von Leo A. Lensing. Wallstein, Göttingen 2009, ISBN 978-3-8353-0552-6

## Vertonungen
- Alban Berg: Aus den Jugendliedern für Singstimme und Klavier (ca. 1901–1908; hrsg. 1985):
  - Traurigkeit („Weinet, sanfte Mädchen...“) (1906)
  - Hoffnung („Was erhoffst du dir, Mädchen, noch?!“) (1906)
  - Flötenspielerin („Von der Last des Gedankens und der Seele befreit“) (1906)
- Alban Berg: Fünf Orchesterlieder nach Ansichtskartentexten von Peter Altenberg (1912, zwei dieser Lieder, nämlich die Nummern 2 und 3, brachte Arnold Schönberg im Rahmen des berüchtigten Skandalkonzerts von 1913 zur Uraufführung)
  - 1. Seele, wie bist du schöner, tiefer, nach Schneestürmen
  - 2. Sahst du nach dem Gewitterregen den Wald
  - 3. Über die Grenzen des All blicktest du sinnend hinaus
  - 4. Nichts ist gekommen, nichts wird kommen für meine Seele
  - 5. Hier ist Friede. Hier weine ich mich aus über alles
- Hanns Eisler: Und endlich („Und endlich stirbt die Sehnsucht doch“) (1953)
- Konrad Scherber: Vision – Neu-Romantik (1908) Vorgetragen im Kabarett Fledermaus von Lina Vetter-Loos